# Scapulaseius reptans
Scapulaseius reptans är en spindeldjursart som först beskrevs av Blommers 1974.  Scapulaseius reptans ingår i släktet Scapulaseius och familjen Phytoseiidae. Inga underarter finns listade i Catalogue of Life.